# George Bryan
Pour les articles homonymes, voir Bryan.
George Bryan, né le 9 avril 1921 à Kegworth dans le Leicestershire et mort le 20 septembre 2013 (à 92 ans) à Tamworth dans le Staffordshire, est un homme d'affaires britannique, fondateur et directeur général du parc à thème Drayton Manor, inauguré en 1949.

## Biographie
Ingénieur de formation, il fonde son propre parc d'attraction avec sa femme Vera en 1949. Auparavant, il travaillait dans la société de son père, spécialisée dans les machines de salle d'arcade.
Il achète le domaine de Drayton Manor dans le comté de Staffordshire, anciennement occupé par l'armée. Il s'y installe avec l'intention d'y construire un parc de loisirs familial. Drayton Manor ouvre ses portes au public en 1950. Il comprend alors un restaurant, un salon de thé et un petit nombre d'attractions, dont des auto-tamponneuses.
Au décès de son fondateur et directeur général, le 20 septembre 2013, le parc demeure la propriété de la famille Bryan. Le fils de George, Colin, succède à son père comme directeur général de Drayton Manor.
Philanthrope, George Bryan devient membre de l'Ordre de l'Empire britannique (OBE) en 2004.